# Jordan-Claire Green
Jordan-Claire Green (31 de octubre de 1991) es una actriz y cantante estadounidense, nacida en las Islas Azores. Es reconocida por su papel de Michelle en la película Escuela de rock. A los 14 años encarnó a Annie Lamm en la película Come Away Home, papel por el que fue nominada al premio Mejor Artista Joven. También ha participado en las películas The Double, The 12 Dogs of Christmas y Forgotten Pills. Sus créditos en televisión incluyen a Power Rangers Time Force, Alias y Arrested Development.

## Filmografía
- Power Rangers Time Force
- City Guys
- Escuela de rock[3]
- Arrested Development
- Come Away Home
- The Double
- The 12 Dogs of Christmas
- Alias
- Boys Life
- Girlfriends
- Wizards of Waverly Place
- Wild About Harry
- Forgotten Pills